# Gary Bock
Gary Bock (* 7. März 1984 in Benoni, Südafrika) ist ein südafrikanischer Eishockeytorwart, der seit 2013 bei den Johannesburg Wildcats in der Gauteng Province Ice Hockey League spielt.

## Karriere
Gary Bock begann seine Karriere bei den Johannesburg Scorpions, für die er erstmals in der Saison 2002 in der Gauteng Province Ice Hockey League, einer der regionalen Eishockeyligen in Südafrika, deren Meister am Saisonende den südafrikanischen Landesmeister ausspielen, im Tor stand. Von 2007 bis 2009 spielte er bei den Krugersdorp Wildcats. auch nach dem Umzug der Wildcats nach Johannesburg 2010 blieb er dem Klub treu.

### International
Im Juniorenbereich stand Bock bei der U18-Weltmeisterschaft der Division III 2002 im Tor. Außerdem spielte er bei den U20-Weltmeisterschaften 2003 und 2004 in der Division II für Südafrika.
Für die Herren-Auswahl spielte er bei den Weltmeisterschaften der Division II 2003, 2006, 2009 und 2012 sowie der Division III 2005, 2007, 2008, 2010, als er den geringsten Gegentorschnitt des Turniers erreichte, 2017. Dabei gelang den Springboks 2005 und 2008 der Aufstieg in die Division II.

## Erfolge und Auszeichnungen
- 2002 Aufstieg in die Division II bei der U18-Weltmeisterschaft der Division III
- 2005 Aufstieg in die Division II bei der Weltmeisterschaft der Division III
- 2008 Aufstieg in die Division II bei der Weltmeisterschaft der Division III
- 2010 Geringster Gegentorschnitt bei der Weltmeisterschaft der Division III